# Futures (album)
Albums de Jimmy Eat World
Bleed American
(2001) Chase This Light
(2007)
Futures est le cinquième album du groupe de rock américain Jimmy Eat World sorti le 19 octobre 2004.

## Liste des titres
1. Futures (3 min 58 s)
2. Just Tonight... (3 min 26 s)
3. Work (3 min 23 s)
4. Kill (3 min 48 s)
5. The World You Love (5 min 01 s)
6. Pain (3 min 01 s)
7. Drugs Or Me (6 min 25 s)
8. Polaris (4 min 51 s)
9. Nothingwrong (3 min 09 s)
10. Night Drive (5 min 03 s)
11. 23 (7 min 23 s)
12. Shame (Bonus Track) (5 min 40 s)
13. When I Want (Bonus Track) (3 min 00 s)

## Charts
- N°6  États-Unis
- N°22  Royaume-Uni
- N°23  Australie

## Singles
- Pain (septembre 2004) N°93  États-Unis, N°1 Alternative radios  États-Unis, N°38  Royaume-Uni
- Works (janvier 2005) N°6 Alternative radios  États-Unis, N°49  Royaume-Uni
- Futures (mai 2005) N°27 Alternative radios  États-Unis, N°36  Royaume-Uni